# Gospa Gradovrška
Gospa Gradovrška, Crna Gospa ili Radosna Gospa je slika Blažene Djevice Marije.
Potječe iz franjevačkog samostana u Zvorniku. Kad su Osmanlije u doba namjesništva Gazi Husrev-bega iskorjenivale katolike u Usori i Soli, spalile su samostan u Zvorniku, a franjevce protjerali. Sa sobom su protjerani franjevci ponijeli Gospinu sliku. Dok su bježali, zaustavio ih je jedan turski vojnik. Htio je vidjeti što to nose. Pokazali su mu sliku, a Turčin koji je bio na konju, kopljem je udario u sliku, a iz slike je potekla krv. Prema legendi, Turčin je pao s konja u provaliju i završio u Drini. Prema legendi, na tom se mjestu za svih većih Gospinih svetkovina u valovima rijeke Drine pojavljivalo tijelo Turčina koji je oskvrnuo sliku.
Slika je odnesena u Franjevački samostan Gradovrh gdje je bila čuvana. Gradovrh je postao mjesto gdje se u tajnosti hodočastilo Gospinoj slici i grobu franjevca Petra Soljanina.

Danas se u franjevačkom samostanu u Baču čuva slika Crne ili Radosne Gospe, za koju se vjeruje da je gradovrška. Kroz druga istraživanja, Gospina slika je naslikana mnogo kasnije, iz 1685. godine. U jeku Bečkog rata, franjevci su 1688. prisilno napustili Gradovrh i preselili se u Bač, a njihov se novi samostan sve do 1705. godine nazivao gradovrškim.